# Семёнов, Сергей Александрович (милиционер)
Сергей Александрович Семёнов (7 августа 1974 — 30 июля 2000) — сотрудник Министерства внутренних дел Российской Федерации, старший прапорщик милиции, погиб при исполнении служебных обязанностей во время Второй чеченской войны, кавалер ордена Мужества (посмертно).

## Биография
Родился 7 августа 1974 года в городе Барнауле Алтайского края. После окончания средней школы поступил в Барнаульский текстильный техникум. Завершил обучение в 1993 году, и вскоре был призван на службу в Вооружённые Силы Российской Федерации. Демобилизовавшись, вернулся в родной город.
В апреле 1997 года поступил на службу в Отряд милиции особого назначения при Управлении внутренних дел Алтайского края. С февраля 1998 года был заместителем командира моторизованного взвода этого отряда. Через несколько месяцев после начала Второй чеченской войны, в декабре 1999 года, с группой товарищей был направлен в служебную командировку в зону контртеррористической операции на Северном Кавказе. Неоднократно принимал участие в боевых столкновениях с незаконными вооружёнными формированиями сепаратистов.
Во вторую командировку в Чеченскую Республику был направлен в июле 2000 года. 30 июля, находясь за рулём автомашины «Урал», въехал в Заводской район республиканской столицы — города Грозного. По ходу движения машина подорвалась на заложенной сепаратистами фугасной мине, а затем была обстреляна боевиками. Будучи раненым, занял оборону и дал возможность своим товарищам отойти в безопасное место, чем спас жизни многим из них, но сам при этом погиб. Похоронен в Барнауле.
Указом Президента Российской Федерации от 5 марта 2001 года старший прапорщик милиции Сергей Александрович Семёнов посмертно был удостоен ордена Мужества. Кроме того, его предыдущие боевые заслуги были отмечены Указом Президента от 19 ноября 2000 года — посмертно был награждён медалью «За отвагу».

## Память
- В честь Семёнова названа улица в городе Барнауле, на ней установлена мемориальная доска[3].
- Именем Семёнова названа Барнаульская средняя школа № 113[4].
- Навечно зачислен в списки личного состава Отряда милиции особого назначения при Управлении внутренних дел Алтайского края.